# Nachkammer
Das Gemischbildungsverfahren mit Nachkammer ist ein Verfahren der unmittelbaren Kraftstoffeinspritzung für Dieselmotoren. Entwickelt wurde es von MAN, erstmals vorgestellt wurde es 1932. Eingesetzt wurde es von verschiedenen Herstellern, bis in die 1940er-Jahre war es auf dem Markt. Heute ist es obsolet und wird im Motorenbau nicht mehr verwendet. Es stellt eine Annäherung an Motoren mit mittelbarer Kraftstoffeinspritzung dar, da es technisch mit dem Luftspeicherverfahren verwandt ist. Aufgrund des schlechten Wirkungsgrades wird das Nachkammerverfahren in der Fachliteratur als „Sündenfall“ der MAN-Motorenentwicklung bezeichnet. Ursächlich für die Entwicklung des Nachkammerverfahrens war das bessere Lauf- und Kaltstartverhalten, das höher bewertet wurde als günstiger Kraftstoffverbrauch, da sich Dieselmotoren in den ersten Jahren des Diesel-Lkw-Baus gegen die noch weit verbreiteten laufruhigen Ottomotoren mit guten Starteigenschaften behaupten mussten.

## Konstruktion
Der Brennraum ist beim Nachkammermotor als trichterförmige „Kanone“ schräg oben im Zylinderkopf ausgebildet, in die der Kraftstoff direkt mit einer Zapfendüse eingespritzt wird. Unterhalb der Einspritzdüse ist die sogenannte Nachkammer, die mit einer kleinen Bohrung mit dem unteren Ende der „Kanone“ verbunden ist. Beim Verdichtungshub des Kolbens wird die Luft im Brennraum und in der Nachkammer verdichtet, das Verdichtungsvolumen der Nachkammer macht ca. 20 bis 25 % des Gesamtverdichtungsvolumens aus. Recht früh während des Verdichtungshubes wird der Kraftstoff eingespritzt, der auch zu einem kleinen Teil in die Nachkammer gelangt. Im Hauptbrennraum und in der Nachkammer zündet der Kraftstoff gleichzeitig, wodurch die Luft aus der Nachkammer in den Hauptbrennraum gedrückt wird, wo sie für eine verbesserte Verwirbelung von Kraftstoff und Luft sorgt. Anders als Vorkammermaschinen muss eine Nachkammermaschine nicht vorgeglüht werden, da der Kraftstoff nicht auf eine kalte Brennraumwand aufgetragen wird und daher auch beim Anlassen sicher zündet. Geeignet sind Nachkammermotoren für Drehfrequenzen bis 2400 min−1.